# Cesare Balbo

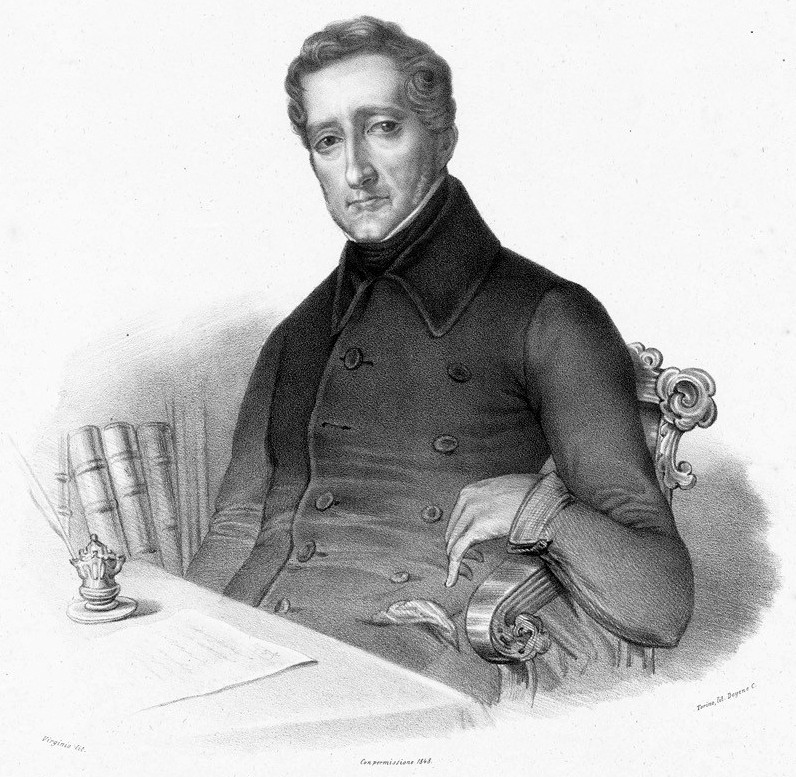
Cesare Balbo

Cesare Balbo, född 21 november 1789 och död 4 juni 1853, var en italiensk författare och patriot.
Balbo var en framstående historiker och skrev en rad arbeten på området som Dantes levnad, Italiens historia, Kortfattad italiensk historia. I sitt mest berömda verk Le speranze d'Italia 1844, tillägg och svar på Vincenzo Giobertis Italienarnas företräde, underblåste han sitt folks självständighetskänsla. Det sammanbrott i Osmanska riket, som han förespådde, skulle ha riktat Österrikes blick mot Orienten och gett Italien tillfälle till befrielse. Som en måttfull liberal blev han kung Karl Albert av Sardiniens konstitutionelle minister 1848. I maj 1849 rådde han förgäves Pius IX att, liksom Piemonte att bli konstitutionen trogen. Däremot motsatte han sig varje annan inskränkning i påvemakten.